# 新潟県道203号網代浜新発田線
新潟県道203号網代浜新発田線（にいがたけんどう203ごう あじろはましばたせん）は、新潟県北蒲原郡聖籠町から同県新発田市に至る一般県道である。

## 概要
- 起点：新潟県北蒲原郡聖籠町大字網代浜
- 終点：新潟県新発田市住吉町三丁目（住吉町三丁目交差点＝新潟県道32号新発田停車場線交点）

## 通過する自治体
- 新潟県
  - 北蒲原郡聖籠町 - 新発田市

## 接続する道路
聖籠町
- 聖籠町道（網代浜、網代浜会館北方）
- 国道113号（網代浜交差点）
- 新潟県道3号新潟新発田村上線（大夫交差点）

新発田市
- 国道7号・新新バイパス（新発田インターチェンジ・舟入交差点）
- 新潟県道32号新発田停車場線（住吉町三丁目交差点）